# John David Booty
John David Booty (født 3. januar 1985 i Shreveport, Louisiana, USA) er en tidligere amerikansk footballspiller, der spillede i NFL som quarterback for Houston Texans og Minnesota Vikings.

## Klubber
- 2008-2009: Minnesota Vikings
- 2009: Tennessee Titans
- 2010: Houston Texans